# 1956 Artek
1956 Artek eller 1969 TX1 är en asteroid i huvudbältet som upptäcktes den 8 oktober 1969 av den ryska astronomen Ljudmjla Tjernych vid Krims astrofysiska observatorium på Krim. Den är uppkallad efter Арте́к.
Asteroiden har en diameter på ungefär 19 kilometer och den tillhör asteroidgruppen Themis.